# Gaston Vedel
Gaston Vedel est un pionnier de l'aéropostale, héros de la résistance, Compagnon de la Libération, maire de Saint-Paul-Cap-de-Joux.

## Biographie
Gaston Vedel est né à Carmaux le 22 novembre 1899.
Voulant accomplir son rêve de pilote, il devance son appel en 1918.
Après six mois passés au front, l'École d'aviation de Dijon lui ouvre ses portes. Il obtient son brevet à Istres en juillet 1919.
Rêvant d'aventures, il entre le 1er janvier 1923 comme pilote à l'Aéropostale sur la « ligne » dirigée par Didier Daurat.
En 1930, il forme les premiers pilotes éthiopiens, puis il retourne en 1934 à l'Aéropostale comme chef de la Base de Barcelone.
Puis il est nommé chef de Base de Tunis-El Aouina et de l'Hydro-Base de Kéreddine.
Missionné par Air France au Proche-Orient, il revient en France en novembre 1940.
En 1941, il entre en résistance en Lot-et-Garonne.
Avec Pierre Fourcaud, il organise, en 1942, le réseau de renseignement et d'action « Brutus-Vidal ». En novembre 1942, ce réseau va de la Gironde à la Méditerranée.
En 1943, la Gestapo arrête et déporte sa femme Odette en Allemagne.
Le 4 juillet 1944, il est à son tour arrêté à Paris. Emprisonné à Fresnes, il est déporté à Buchenwald en Allemagne le 15 août 1944 par un des derniers convois quittant la capitale (le convoi des 57000). Il y attrape un phlegmon à la jambe, préalable à une future gangrène mortelle, mais dont il guérit, soigné par les Allemands lors d'une opération chirurgicale avec "pour toute anesthésie un coup de poing"
De Buchenwald à Ellrich, il est transféré ensuite en novembre 1944 à Dora.
Libéré à Dora le 11 avril 1945 par les armées alliées, il est rapatrié en France le 19 avril 1945. Il retrouve sa femme également revenue de déportation.
Il réintègre Air France à la Base de Marseille. En 1946, il est mis à la disposition du Résident Général au Maroc, pour mettre sur pied une société d'aviation franco-marocaine, Air Atlas, qui deviendra Royal Air Maroc.
En 1954 il entre à Paix et Liberté qui deviendra en 1956 l'Office national d'Information pour la Démocratie française. Il aura pour mission d'assurer dans le secteur Rhône, Centre, Alpes, les contacts avec les syndicats libres.
Il se retire à Saint-Paul-Cap-de-Joux dont il devient le maire de 1965 à 1977. Il est également vice-président des Pionniers de l'Aéropostale.
Il décède le 22 juin 1993 à Saint-Paul-Cap-de-Joux où il est inhumé.

## Distinctions
- Commandeur de la Légion d'honneur[2]
- Compagnon de la Libération par décret du 19 octobre 1945[2]
- Croix de guerre 1939–1945 avec palmes[2]
- Ordre de l'Empire britannique à titre militaire (Officier)[2]
- Commandeur de l'Ordre de l'Étoile d'Éthiopie[2]

## Publications
- Le pilote oublié, Paris, Gallimard, 1976, 255 p.[3].
- Amicale des pionniers des lignes aériennes Latécoère-aéropostale, L'Aéropostale : l'histoire, les hommes : à Toulouse, terre d'envol, Castres, J. Gasc, 1983 (rédigé par Jean Dabry et Gaston Vedel)